# Krakor (flygplats)
Krakor är en flygplats i Kambodja.   Den ligger i provinsen Pursat, i den centrala delen av landet, 140 km nordväst om huvudstaden Phnom Penh. Krakor ligger 17 meter över havet.
Terrängen runt Krakor är platt. Runt Krakor är det ganska glesbefolkat, med 43 invånare per kvadratkilometer. Omgivningarna runt Krakor är en mosaik av jordbruksmark och naturlig växtlighet.